# Oberransbach
Oberransbach ist ein Gemeindeteil der Stadt Feuchtwangen im Landkreis Ansbach (Mittelfranken, Bayern). Oberransbach liegt in der Gemarkung Banzenweiler.

## Geografie
Das Dorf liegt in der Talmulde des Ransbachs, eines rechten Zuflusses der Sulzach, und ist von den bewaldeten Sulzacher Randhöhen, einem Abschnitt der Frankenhöhe, umgeben. Das Waldgebiet nordwestlich des Ortes heißt Lohholz, das Waldgebiet im Westen Taubenschläglein. 1 km südwestlich liegt Steinberg (521 m ü. NHN), 1 km östlich der Kronberg (507 m ü. NHN). Eine Gemeindeverbindungsstraße führt nach Unterransbach (1,2 km östlich) bzw. nach Sperbersbach (1,5 km westlich).

## Geschichte
Der Ort hieß ursprünglich „Oberramsbach“. Der Ortsname leitet sich vom gleichlautenden Gewässernamen ab, dessen Bestimmungswort wahrscheinlich raban in der zusammengezogenen Form ram (ahd. für Rabe) ist. Das Feuchtwangener Stift hatte dort sechs Lehengüter.
Oberransbach lag im Fraischbezirk des ansbachischen Oberamtes Feuchtwangen. 1732 gab es 6 Anwesen (1 Hof, 5 Gütlein). Die Dorf- und Gemeindeherrschaft und die Grundherrschaft über alle Anwesen hatte das Stiftsverwalteramt Feuchtwangen. An diesen Verhältnissen änderte sich bis zum Ende des Alten Reichs nichts. Von 1797 bis 1808 unterstand der Ort dem Justiz- und Kammeramt Feuchtwangen. 
Mit dem Gemeindeedikt (frühes 19. Jahrhundert) wurde Oberransbach dem Steuerdistrikt Breitenau und der Ruralgemeinde Banzenweiler zugeordnet. Im Zuge der Gebietsreform in Bayern wurde diese am 1. Juli 1971 nach Feuchtwangen eingemeindet.

### Baudenkmäler
- Flachsbrechhaus; östlich der Ortschaft, am Wege nach Weiler am See; Bruchsteingebäude mit innen offenen Satteldach; Eckverquaderung; am Türsturz Jahreszahl „1766“[10]
- Kreuzstein, wohl mittelalterlich; am nordöstlichen Ortsrand am Wege nach Sperbersbach.[11]

### Einwohnerentwicklung
| Jahr      | 001818 | 001840 | 001861 | 001871 | 001885 | 001900 | 001925 | 001950 | 001961 | 001970 | 001987 |
| Einwohner | 35     | 51     | 65     | 61     | 57     | 58     | 61     | 61     | 37     | 47     | 39     |
| Häuser    | 7      | 10     |        |        | 11     | 11     | 10     | 10     | 10     |        | 10     |
| Quelle    | [ 13 ] | [ 14 ] | [ 15 ] | [ 16 ] | [ 17 ] | [ 18 ] | [ 19 ] | [ 20 ] | [ 21 ] | [ 22 ] | [ 1 ]  |

## Religion
Der Ort ist seit der Reformation evangelisch-lutherisch geprägt und bis heute nach St. Johannis (Feuchtwangen) gepfarrt. Die Einwohner römisch-katholischer Konfession sind nach St. Ulrich und Afra (Feuchtwangen) gepfarrt.